# Піхота (США)
Піхота (США) (англ. Infantry Branch (United States) — рід військ армії Сполучених Штатів Америки, вперше створений у 1775 році. Цей рід військ, поряд з артилерією і кавалерією, раніше вважався одним із «класичних» родів військ (що визначаються як ті роди військ армії, основним призначенням яких є вступ у збройний бій із силами противника), але за поточною організаційною доктриною армії США, піхота належить до класифікації формувань «маневру, вогню та результату» (MFE).

## Історія
Резолюцією Континентального конгресу від 14 червня 1775 року було дозволено формування десяти перших рот стрільців. Проте найстаріший піхотний полк регулярної армії, 3-й піхотний полк, був створений 3 червня 1784 року як Перший американський піхотний полк.
3 березня 1791 року Конгрес дозволив розгортання ще одного піхотного полку — 2-го. Актами Конгресу від 16 липня 1798 року армія формувала дванадцять додаткових полків піхоти, від 11 січня 1812 — регулярна армія розгорталася до 46 піхотних і 4 стрілецьких полків. Актом Конгресу від 3 березня 1815 року визначено скорочення регулярної армії з 46 піхотних і 4 стрілецьких полків, які вона використовувала під час війни 1812 року, до мирного часу з 8 піхотних полків, які у 1821 році були скорочені до 7. Цим Актом також визначено нумерацію сучасної полкової системи.
1838 року в армії був розгорнутий 8-й піхотний полк. А 11 лютого 1847 року через початок американо-мексиканської війни були розгорнути додаткові піхотні полки — з 9 до 16-го. Значна кількість піхотних полків була сформована за часи Громадянської війни, як в армії Союзу, так і в армії Конфедеративних Штатів Америки.
У 1917 році була введена нова система нумерації. Піхотні полки номерами від 1 до 100 були віднесені до Регулярної армії, від 101 до 300 — до Національної гвардії, а 301 і вище — до Національної армії. 167 підрозділів Національної гвардії було реорганізовано та переведено з колишнього устрою, як підрозділу окремого штату, на новий федеральний.
З 1920 по 1942 роки піхоту, як рід військ армії США, очолював начальник піхоти, який мав тимчасове звання генерал-майора. Ця особа відповідала за доктрину, навчання, дислокацію, обладнання та інші питання. Під час Другої світової війни обов'язки начальників окремих родів військ, включаючи піхоту, кавалерію, польову артилерію, берегову артилерію, перебрав на себе командувач сухопутних військ.

### Сучасний стан піхоти
За станом на 2020-ті роки армія США має три типи піхоти: легка піхота (що складається з чотирьох підтипів), піхота «Страйкер» і механізована піхота. Самі піхотинці, по суті, навчені, організовані, озброєні та екіпіровані однаково, за винятком деяких відмінностей, які мають кваліфікацію десантника, аеромобільних військ та/або рейнджера. Головна відмінність полягає в штатних транспортних засобах (або їх відсутності), що перебувають на озброєнні піхотного підрозділу або умовних способах доставки піхотинців на поле бою (наприклад, десантування з парашутом або вертольотами). Усі сучасні піхотні взводи армії США містять три піхотні (стрілецькі) відділення по дев'ять осіб. Кожен тип піхоти має окрему організаційно-штатну структуру (англ. Table of organization and equipment, TOE or TO&E).

## Емблема
Емблемою американської піхоти є металевий значок, на якому зображено два схрещених мушкета золотого кольору, висотою 3/4 дюйма.
Схрещені мушкети вперше були введені в армію США як знаки розрізнення офіцерів і солдатів піхоти 19 листопада 1875 року (загальний наказ військового міністерства № 96 від 19 листопада 1875 року), що набув чинності 1 червня 1876 року або раніше. Ця емблема на постійній основі використовується з 1924 року. З роками були внесені лише незначні зміни в розмір знаків розрізнення; однак базова конструкція залишилася незмінною.